# Marcantonio Colonna
Marcantonio Colonna (Lanuvio, 1535 – Medinaceli, 1584) spanyol hadvezér, Tagliacozzo és Paliano hercege volt. 1570-71-ben a pápai flotta parancsnoka volt, a lepantói csatában a fővezér, Don Juan de Austria helyettese volt.
Colonna zsoldosparancsnokként az itáliai spanyol hadseregben szolgált. Legmagasabb rangja a nápolyi hadsereg parancsnoki posztja volt. 1570-71-ben megbízták a Pápai állam flottájának irányításával, habár haditengerészeti tapasztalata nem sok volt. Olasz és spanyol katonaként viszont mindent megtett annak érdekében, hogy II. Fülöp spanyol királyt elkötelezze az V. Piusz pápa által szorgalmazott Szent Liga mellett. Colonna segítette Don Juan de Austria erőfeszítéseit a szövetség egybentartására. A lepantói csatában a centrumban harcolt.